# Chiesa di Sant'Antonio di Padova Sacerdote e Dottore
La chiesa di Sant'Antonio di Padova Sacerdote e Dottore è una chiesa sussidiaria a Falesina, frazione di Vignola-Falesina, in Trentino. Risale all'XVIII secolo.

## Storia

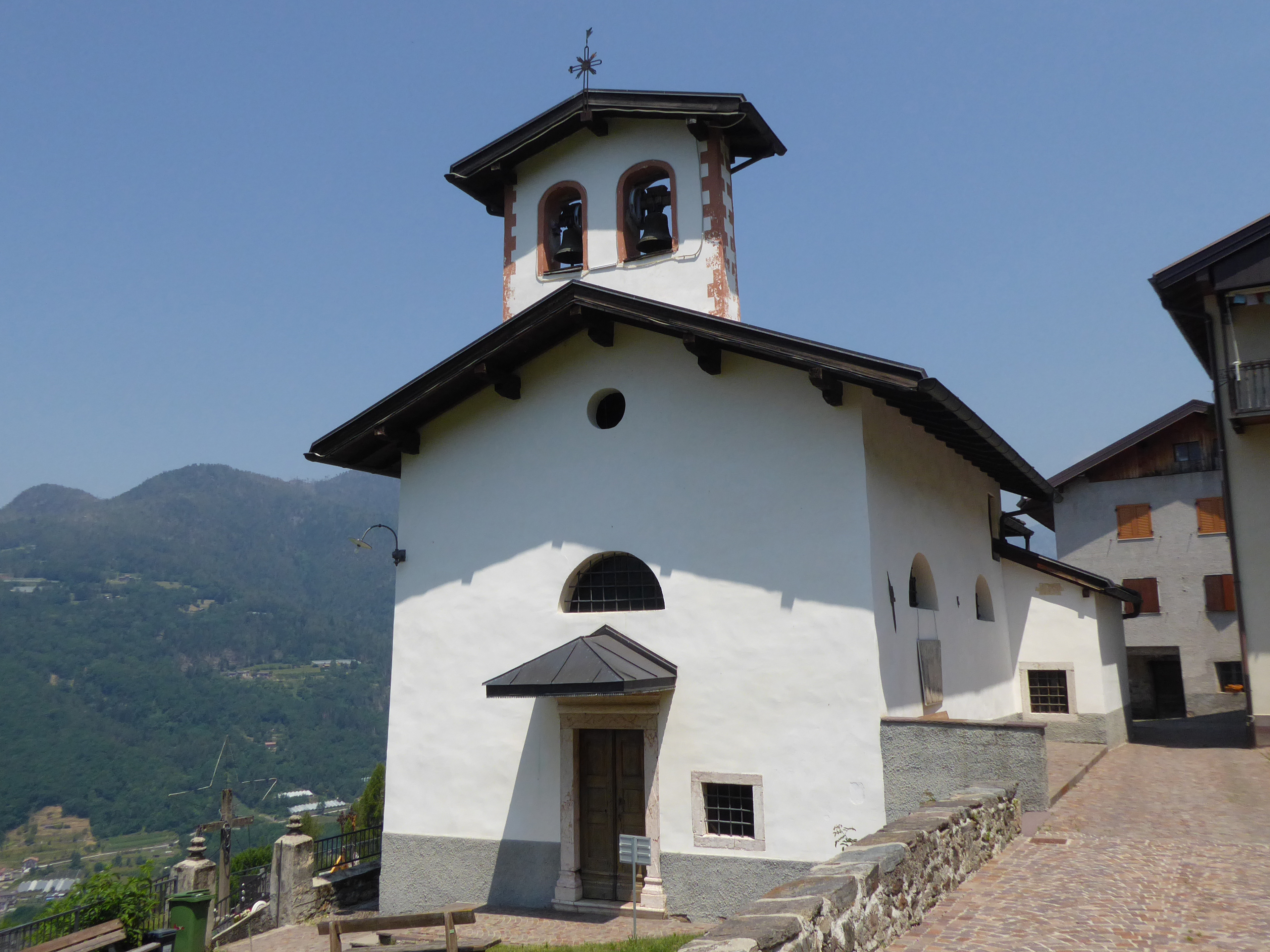
Chiesa di Sant'Antonio di Padova e panorama sulla valle sottostante.

La piccola chiesa venne eretta nel 1708 dopo il permesso concesso da Antonio Polcenigo, vescovo di Feltre.
Nel corso del secolo vennero probabilmente messi rinforzi strutturali all'edificio, dopo una visita pastorale, e venne costruito attorno un camposanto di maggiori dimensioni. Ottenne il fonte battesimale e il privilegio di conservare e celebrare l'Eucaristia.
Col XIX secolo la volta presbiteriale venne decorata con dipinti ad affresco. Durante gli anni sessanta e settanta è stato realizzato senza carattere di stabilità l'adeguamento liturgico e all'inizio del XXI secolo sono state apportate modifiche restaurative come il risanamento delle opere murarie, la revisione delle coperture, il restauro interno e l'aggiornamento alle norme dell'impiantistica presente.

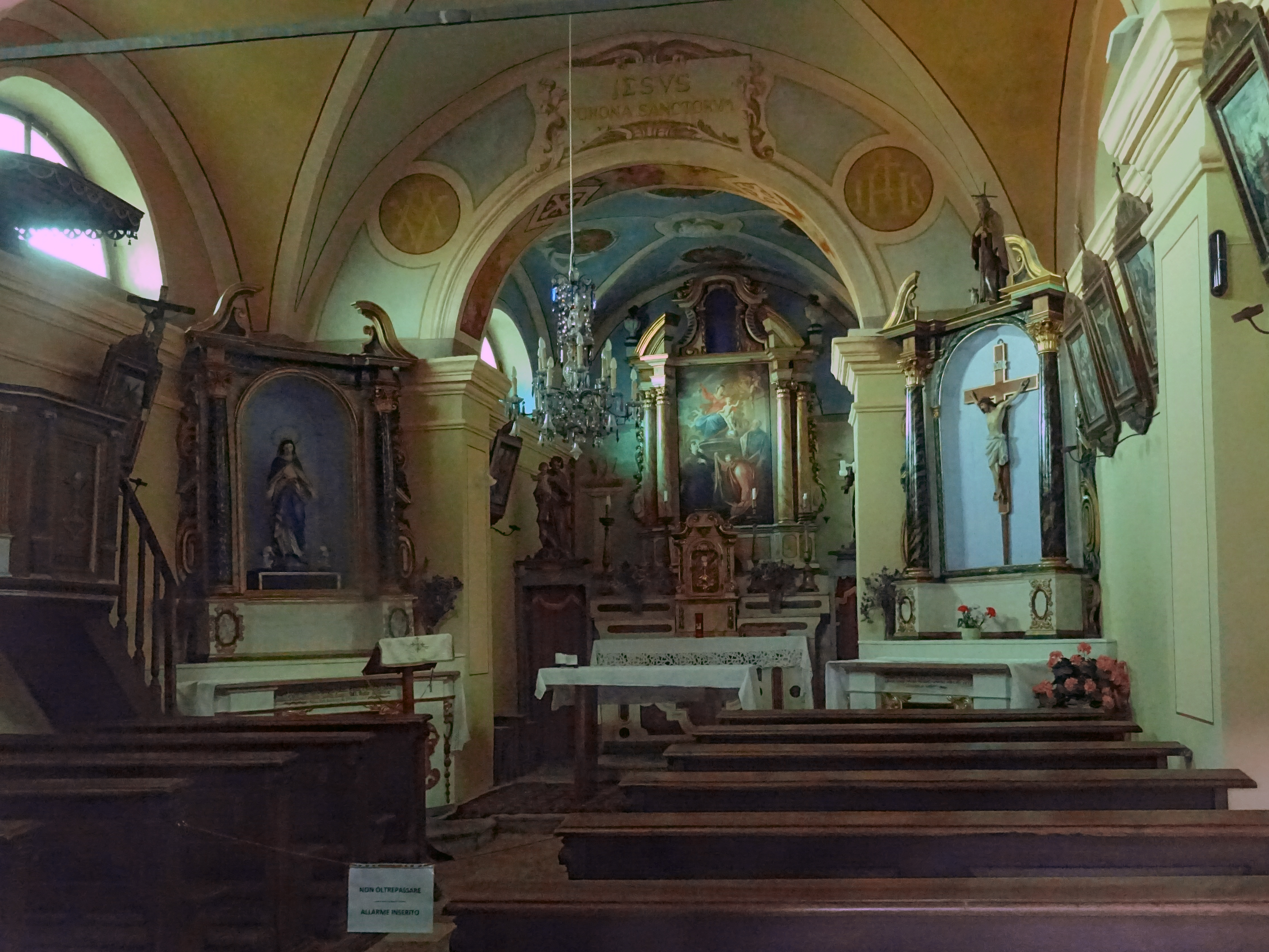
Interno

## Descrizione

### Esterni
Il piccolo luogo di culto si trova tra l'abitato principale di Falesina e Posine con orientamento verso nord. Accanto alla chiesa si trova il minuscolo cimitero. La facciata a capanna con due spioventi ha il portale architravato protetto da una tettoia con copertura in lamiera e sopra, in asse, si trova la finestra a lunetta che porta luce alla sala. Sulla facciata sono presenti anche una finestrella accanto all'ingresso e un oculo nella parte alta. Il campanile a vela con due luci si trova in posizione avanzata, sul tetto.

### Interni
La navata interna è unica a due campate con volta a botte. Il presbiterio è leggermente rialzato e la sua volta è riccamente decorata ad affresco. Nella sala sono conservati alcuni altari lignei.